# Paricelinus hopliticus
Paricelinus hopliticus är en fiskart som beskrevs av Eigenmann och Eigenmann, 1889. Paricelinus hopliticus ingår i släktet Paricelinus och familjen simpor. Inga underarter finns listade i Catalogue of Life.